# Julian Fane (diplomat)
Julian Henry Charles Fane, född den 10 oktober 1827 i Florens, död den 19 april 1870 i London, var en brittisk diplomat. Han var son till John Fane, 11:e earl av Westmorland.
Fane tjänstgjorde bland annat 1865-1868 som förstesekreterare och chargé d'affaires vid brittiska ambassaden i Paris. Han utgav en samling Poems (1852) och en engelsk Heineöversättning (1860).